# Джон Соуза
Джон Соуза-Бенавідес (англ. John Souza-Benavides, 12 липня 1920, Фолл-Ривер — 11 березня 2012) — американський футболіст, що грав на позиції нападника за клуби «Понта-Делгада» та «кальчіо Не Йор Джерман-Унгаріанс», а також національну збірну США. Ветеран Другої світової війни.
Джон не був пов'язаний родинними зв'язками зі своїм товаришем по командам Едом Соуза.

## Клубна кар'єра
У футболі дебютував 1946 року виступами за команду «Понта-Делгада», в якій провів чотири сезони.
З 1951 року грав за клуб «Нью-Йорк Джерман-Хунгарія».

## Виступи за збірну
1948 року дебютував в офіційних матчах у складі національної збірної США. Протягом кар'єри у національній команді провів у її формі 14 матчів, забивши 3 голи.
У складі збірної був учасником чемпіонату світу 1950 року у Бразилії, де зіграв з Іспанією (1-3), з Англією (1-0) і з Чилі (2-5).
Помер 11 березня 2012 року на 92-му році життя.